# Граник (река)
Граник (тур. Biga Çayı) је река у Турској, која извире на северозападу земље, у подножју планине Ида и улива се у Мраморно море.
Река је ушла у историју због битке која се водила на њеним обалама 334. године п. н. е.
У бици су се, по први пут сукобиле војске Александра Великог и Персијске трупе под воћством Дарија III. Александар Велики је извојевао победу и тиме себи отворио пут ка освајању целог данашњег Блиског истока.